# 沈正宗 (外交官)
沈正宗（1962年4月18日—），中華民國外交官、政府官員。畢業於中國文化大學史學系學士、中美關係研究所碩士，曾任中央通訊社與《中國時報》記者、駐墨爾本臺北經濟文化辦事處二等秘書、外交部國會聯絡組長、駐洛杉磯臺北經濟文化辦事處組長、外交部秘書處專門委員、外交部外交及國際事務學院主任秘書、駐雪梨臺北經濟文化辦事處總領事銜處長、駐聖露西亞大使、外交部國會事務辦公室執行長等職務，現任外交部南部辦事處長。

## 職業生涯
2017年3月，外傳中華民國與聖露西亞的邦交不穩，外交部長李大維在立法院坦言，位於加勒比海地區的邦交國「有些浮動」，且駐聖露西亞大使牟華瑋的人事異動也遭外界聯想。其後，新任大使沈正宗會見該國總督露薏絲，並呈遞到任國書，使得傳聞暫時平息。
2019年3月，英國王儲查爾斯訪問聖露西亞並出席慶祝獨立40周年酒會，駐聖露西亞大使沈正宗也獲邀，與查爾斯寒暄介紹台灣。聖露西亞總理查士納在Facebook公布沈正宗與查爾斯的合照，駐聖露西亞大使館亦在Facebook表示，沈正宗與美國國務院西半球事務局首席副助理國務卿鄭智允、美國駐聖露西亞大使塔格利亞拉特拉一同討論促進聖露西亞發展的合作方案。
2019年7月，中華民國總統蔡英文訪問聖露西亞，由該國外交部禮賓處長馬歇爾（Bernadette George-Marshall）與駐聖露西亞大使沈正宗登機迎接，總理查士納則在機梯前親自迎接，並舉行歡迎儀式。
2019年11月，美國駐巴貝多大使館在Twitter公布美國與台灣代表團訪問聖露西亞的訊息，照片中除了有駐聖露西亞大使沈正宗外，還有世界银行美籍代理执行董事貝特爾（Erik Bethel）、聖露西亞官員查爾斯（Nancy Charles）、美国国务院首席競爭官強斯敦（Corey Johnston）等人一同參觀美國企業投資的工廠。